# Hantzschsche Pyrrolsynthese
Die Hantzschsche Pyrrolsynthese (Hantzsch’sche Pyrrolsynthese), auch bekannt als die Hantzsch-Pyrrolsynthese, ist eine Namensreaktion der organischen Chemie. Sie wurde nach dem deutschen Chemiker Arthur Hantzsch (1857–1935) benannt, der sie im Jahre 1890 veröffentlichte. Sie dient zur Synthese von Pyrrol und dessen Derivaten.
Die Reaktion ist mit der Paal-Knorr-Synthese und der Knorr-Pyrrolsynthese verwandt.

## Übersicht
Während der Synthese reagieren β-Ketoester (schwarz) mit einem Amin (blau) und anschließend unter Schließung eines Ringes mit einem α-Halogenketon (grün) zu einem Pyrrolderivat:

R = Wasserstoff, Alkylgruppe, Arylgruppe; R^{1} = Alkylgruppe, Arylgruppe; X = Chlor, Brom, Iod

Anstelle eines Amins kann auch Ammoniak für die Reaktion verwendet werden. Dann bildet sich ein am Stickstoffatom unsubstituiertes Pyrrolderivat.

## Mechanismus
Der Mechanismus wird mit einem allgemeinen β-Ketoester einem α-Halogenketon und einem primären Amin veranschaulicht.

R = Wasserstoff, Alkylgruppe, Arylgruppe; R^{1} = Alkylgruppe, Arylgruppe; X = Chlor, Brom, Iod

Zu Beginn reagiert der β-Ketoester 1 mit einem primären Amin über mehrere Zwischenstufen zu einem Enamin 2. Dann greift das Enamin im Zuge einer nucleophilen Substitution das α-Halogenketon an und ein Halogenid wird abgespalten. Dieses Halogenid spaltet ein Wasserstoff vom Stickstoff 3 ab und verlässt die Reaktion als Halogenwasserstoff (hier als HX dargestellt). Damit ist ein Imin 4 entstanden, dessen Imingruppe im nächsten Schritt gedreht wird 5. Es folgt eine Isomerisierung des Imins zum Enamin-Tautomer 6. Dann wird das Kohlenstoffatom der Carbonylgruppe 6 von der Aminogruppe angegriffen und damit der Fünfring 7 geschlossen. Nach der Umlagerung eines Protons 7 wird Wasser aus dem Molekül 8 abgespalten. Es entsteht das Produkt 9 in Form eines Pyrrolderivats.

## Modifikationen
Anstelle der drei ursprünglichen Edukte kann die Reaktion auch zwischen einem Enamin des β-Ketoester und einem α-Halogenketon durchgeführt werden. Außerdem kann die Reaktion durch die Wahl der Edukte dazu benutzt werden Indol- bzw. Carbazolderivate zu synthetisieren. So reagieren beispielsweise o-Aminoacetophenon und α-Chloracetophenon zu 2-Benzoyl-3-methyl-indol: